# 이투리주

이투리 주의 위치

이투리주(프랑스어: Ituri)는 콩고 민주 공화국 북동부에 위치한 주로 주도는 부니아이며 면적은 65,658km2, 인구는 4,241,236명(2005년 기준), 인구 밀도는 65명/km2이다.
2006년에 개정되어 2015년에 시행된 콩고 민주 공화국 헌법에 따라 동부 주에서 분리되어 신설되었다. 북쪽으로는 오트우엘레 주, 서쪽으로는 초포 주, 남쪽으로는 북키부 주와 접하며 북동쪽으로는 남수단, 동쪽으로는 우간다와 국경을 접한다.